# Karl Collins
Karl Collins (Nottingham, 1971) is een Engels acteur. Zijn echte naam is Karl Myers.
Collins is vooral bekend voor zijn rol als DC Danny Glaze in de ITV-dramareeks The Bill. Hij speelde deze rol van 1999 tot 2003, maar speelde al eens in 1991 en 1997 mee als respectievelijk Everton Warwick en Damien Brown. Daarnaast deed hij enkele gastoptredens in populaire Britse series waaronder Casualty, Holby City, EastEnders, Silent Witness & Dream Team. Hij vertolkte de rol van Stuart in 24 7: Twenty Four Seven, de debuutfilm van Shane Meadows.
Collins zal ook te zien in een tweedelige Doctor Who special, die tijdens de kerstperiode zal worden uitgezonden.
In 2011 speelde Collins de rol van Robbie in de aflevering "The Entire History of You" in de Netflix televisieserie Black Mirror.
Hij werkt ook als voice-over. Collins is een broer van acteur Johann Myers.